# Rana sierramadrensis
Rana sierramadrensis é uma espécie de anura da família Ranidae.
É endémica do México.
Os seus habitats naturais são: florestas temperadas e rios.
Está ameaçada por perda de habitat.